# Vivianne Miedema
Anna Margaretha Marina Astrid "Vivianne" Miedema (Hoogeveen, 15 de juliol de 1996) es una davantera de futbol internacional amb els Països Baixos, amb els que ha jugat el Mundial 2015 (va ser la màxima golejadora de la classificació UEFA amb 16 gols). A nivel sub-19 va guanyar l'Eurocopa 2014 i va ser nomenada millor jugadora del torneig, i amb el Bayern ha guanyat dues Bundeslligues.

## Trajectòria
| Temporades    | Club          | Títols                      | Selecció (fases finals)                         |
| ------------- | ------------- | --------------------------- | ----------------------------------------------- |
| 11/12 - 13/14 | SC Heerenveen |                             | Eurocopa sub-19 2014 (campiona)                 |
| 14/15 - 16/17 | Bayern Múnic  | 2 Lligues                   | Mundial 2015 (vuitens) Eurocopa 2017 (campiona) |
| 17/18 - 23/24 | Arsenal FC    | 1 Lliga, 1 Copa de la Lliga | Mundial 2019 (subcampiona)                      |